# Dawid Grimm
Dawid Iwanowicz Grimm (ros. Давид Иванович Гримм), także David Grimm, ur. 3 kwietnia 1823 w Sankt Petersburgu, zm. 9 listopada 1898 (tamże) – rosyjski architekt, pedagog i badacz sztuki bizantyńskiej, gruzińskiej i armeńskiej, profesor Petersburskiej Akademii Sztuk Pięknych, przewodniczący Petersburskiego Towarzystwa Architektów oraz nadworny architekt carski. Jeden z twórców neobizantynizmu w architekturze.

## Życiorys

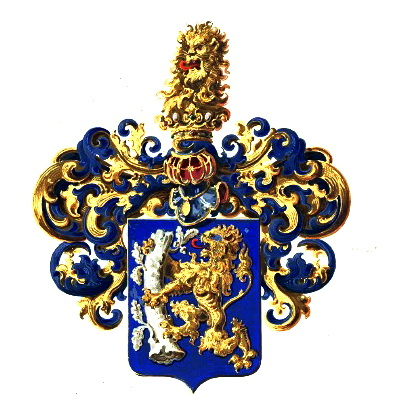
Herb Dawida Grimma. Wizerunek z Herbarza rodów szlacheckich Cesarstwa Rosyjskiego (1890)

Pochodził z luterańskiej rodziny niemieckiej, która przeprowadziła się z Niemiec do Rosji w latach 60. XVIII wieku. W latach 1834–1840 uczęszczał do Niemieckiej Szkoły św. Piotra w Petersburgu. W 1840 rozpoczął studia w klasie rzeźby w petersburskiej Cesarskiej Akademii Sztuk Pięknych. W 1841 przeniósł się w ramach tej samej uczelni do klasy architektury pod kierunkiem Aleksandra Brullowa. W latach 1843 i 1845 otrzymał za swoje projekty jeden mały i dwa wielkie srebrne medale. Pod koniec studiów, w 1846, jego „Projekt monastyru żeńskiego” został uhonorowany małym złotym medalem, a „Projekt budynku dla targów” wielkim złotym medalem. Za uzyskane wyróżnienia i wyniki w nauce odbył podróże studyjne do Francji i Włoch sponsorowane przez Cesarską Akademię Sztuk Pięknych w Petersburgu. Pobyt za granicą został przerwany w 1848 na skutek serii zrywów rewolucyjnych w Europie. Po powrocie do Rosji Grimm porzucił zamiar przeczekania rewolucji i ewentualnego dokończenia podróży przez kraje Europy Zachodniej. Zamiast tego zwrócił się o pozwolenie na nową podróż studyjną do kraju kaukaskiego.
Podczas pobytu w kraju kaukaskim w latach 1849–1850 zainteresował się architekturą bizantyjską, gruzińską i armeńską. W latach 1852–1855 odbył podróże do Turcji, Grecji i państw włoskich w celu dokładanego zbadania historii i wariantów architektury bizantyjskiej. Przebywał również w Niemczech. W 1855 r. powrócił do Petersburga, gdzie za zebrany w podróży materiał badawczy, sporządzone plany i rysunki, został wybrany na członka Cesarskiej Akademii Sztuk Pięknych w Petersburgu uzyskując tytuł akademika architektury. Wyniki swych badań opublikował w latach 1856–1859 w monumentalnej, 12-tomowej pracy, napisanej w języku francuskim pt. Zabytki architektury bizantyjskiej w Gruzji i Armenii. Następnie ukazała się również wersja rosyjskojęzyczna tegoż dzieła. W 1859 (wg innych źródeł w 1860) uzyskał tytuł profesora Akademii Sztuk Pięknych w Petersburgu i w latach 1859–1887 pracował tam jako wykładowca. W latach 1887–1892 był prorektorem tejże Akademii, następnie jej honorowym członkiem.
W okresie od 1857 do 1863 był wykładowcą Uczelni Budowlanej Ministerstwa Transportu w Petersburgu. W 1865 został architektem departamentu dróg wodnych ministerstwa transportu, gdzie pracował do 1871. W latach 70. XIX wieku należał do zespołu redakcyjnego czasopisma „Zodczij”. W 1870 został członkiem Petersburskiego Towarzystwa Architektów, od 1888 do 1890 był jego przewodniczącym, a następnie honorowym członkiem.
Od 1892 aż do śmierci w 1898 był nadwornym architektem carskim. Pochowany na Smoleńskim cmentarzu luterańskim w Petersburgu.

## Twórczość
Specjalizował się w projektowaniu cerkwi neobizantyjskich i neorosyjskich w Rosji i za granicą. W 1858 cesarzowa Maria Aleksandrowna zleciła Grimmowi zaprojektowanie soboru św. Włodzimierza w Chersonezie Taurydzkim (obecnie część Sewastopola), na miejscu dawnej świątyni bizantyjskiej, w której w 988 dokonał się chrzest Włodzimierza I. Początkowo świątynia miała zostać wybudowana według projektu Konstantina Thona, jednak po wojnie krymskiej jego projekt został odrzucony. Decyzja cesarzowej Marii o zmianie projektu budynku nastąpiła pod wpływem propagatora sztuki bizantyjskiej, księcia Grigorija Gagarina. Projekt Grimma został ostatecznie zatwierdzony w czerwcu 1859 i w roku następnym przedstawiony publiczności. W przeciwieństwie do współczesnych Grimmowi architektów neobizantyjskich, oparł on swój projekt na planach świątyń bizantyjskich z Gruzji, wykorzystując wielokątne powierzchnie zamiast cylindrów i kopuł. Budowa rozpoczęła się w 1861, lecz pomimo wsparcia finansowego rodziny carskiej przebiegała bardzo powoli. Konstrukcja budynku została ukończona w 1876, a wnętrza w 1897. Sobór w Chersonezie Taurydzkim jest jedynym XIX-wiecznym przykładem świątyni neobizantyjskiej nawiązującej do cerkwi gruzińskich.
Kolejne zlecenie carskie na neobizantyjską czasownię w Nicei, upamiętniającą zmarłego Mikołaja Aleksandrowicza, zostało ukończone w niecałe dwa lata (1866–1868). W ciągu następnych dwudziestu lat Grimm zaprojektował kilka świątyń dla rosyjskiej Cerkwi prawosławnej poza granicami Rosji, w tym sobór Podwyższenia Krzyża Pańskiego w Genewie, Cerkiew św. Aleksandra Newskiego w Kopenhadze i Cerkiew św. Marii Magdaleny w Jerozolimie. Zgodnie z panującymi w ówczesnej Rosji preferencjami, cerkwie zostały wykonane w stylu neorosyjskim nawiązującym do XVII-wiecznej architektury Jarosławia z wykorzystaniem elementów neobizantyjskich.
W 1865 Grimm i Robert Gödicke wspólnie wzięli udział w konkursie na projekt wojskowego soboru św. Aleksandra Newskiego w Tyfilisie (dziś Tbilisi). Konkurs wygrał jednak wspólny projekt Wiktora Schrötera i Andrieja Huhna. Gdyby doszło do realizacji propozycji Schrötera-Huhna, byłaby ona największą neobizantyjską konstrukcją swoich czasów. Zleceniodawca projektu, generał-gubernator Kaukazu Michaił Romanow uznał jednak propozycję Schrötera-Huhna za nazbyt kosztowną. Romanow zatwierdził ostatecznie projekt Grimma-Gödicke, jednocześnie polecił architektom zmniejszenie rozmiarów świątyni, aby obniżyć koszt jej budowy. Budynek został ukończony w latach 1871–1897. Projekt świątyni nawiązywał do planów opracowanych przez Romana Kuźmina w 1861 (jedna kopuła z czterema symetrycznymi apsydami). W przeciwieństwie do planów Kuźmina, Grimm w swym projekcie zmienił jednak proporcje budowli, nadając jej bardziej wertykalny charakter. Projekt Grimma zyskał szerokie uznanie w latach sześćdziesiątych XIX wieku i utorował drogę dla kolejnych wariacji układu jednokopułowego świątyń neobizantyjskich. Układ ten został następnie udoskonalony przez Wasilija Kosjakowa w latach 80. XIX wieku.
Ostatni duży projekt Grimma – grobowiec wielkich książąt w twierdzy Pietropawłowskiej w Petersburgu pozostał niezrealizowany. Po śmierci Grimma w 1898 projekt przejął Antonij Tomiszko, który zmarł w 1900. Grobowiec został następnie zrealizowany w stylu neobarokowym pod kierownictwem Leontija Benois.
Główne dzieła architektury sakralnej:
- Sobór św. Włodzimierza w Chersonezie Taurydzkim
- Sobór wojskowy św. Aleksandra Newskiego w Tyflisie „na pamiątkę wzięcia Kaukazu” (projekt z roku 1866, dokończenie budowy w 1897 roku)
- Sobór Podwyższenia Krzyża Pańskiego w Genewie
- Sobór św. Mikołaja w Brześciu (1876)
- Cerkiew św. Marii Magdaleny w Jerozolimie (1885–1888)
- Cerkiew św. Aleksandra Newskiego w Kopenhadze
- Cerkiew św. Olgi w Michajłowskiej daczy pod Strielną
- Cerkiew Opieki Matki Bożej w Jegerskiej Słobodzie w Gatczynie
- Cerkiew Zmartwychwstania Pańskiego w Petersburgu (rejon Admirałtiejski)
- Czasownia na pamiątkę Mikołaja Aleksandrowicza w Nicei
- Czasownia Rudniańskiej Ikony Matki Bożej w Nadmorskiej Pustelni Trójcy Świętej i św. Sergiusza z Radoneża w Strielnej (1873–1876)
- Dzwonnica przy cerkwi Podniesienia Krzyża Pańskiego w Liwadii na Krymie (1887)
- Cerkiew domowa w willi Pawła Grigorewicza von der Wiese w Nicei
- Cerkiew domowa w willi Pawła Grigorewicza von der Wiese w Lugano
- Niemiecki kościół kalwiński w Petersburgu (budynek neoromańsko-neogotycki z 1862 został przebudowany w latach 30. XX wieku w duchu konstruktywizmu)
- Kościół luterański św. Anny w Mustjale na Saremie (1863)
- Grobowiec wielkich książąt w twierdzy Pietropawłowskiej w Petersburgu

Główne dzieła architektury świeckiej:
- Wnętrza złotej gościnnej sali Pałacu Zimowego w Petersburgu (1860)
- Wnętrza Biblioteki Akademii Sztuk Pięknych na Nabrzeżu Uniwersyteckim nr 17 w Petersburgu (1868, 1896)
- Wnętrza, rekonstrukcja fasady i dachu Ujeżdżalni Lejb-Gwardyjskiego Pułku Konnego w Petersburgu (1872–1873)
- Dom czynszowy Baszmakowa na ulicy Bolszoj Konjuszennoj nr 29 w Petersburgu (1868–1869)
- Parki miejskich konnych dróg kolejowych na Petrogorodzkiej storonie w Petersburgu

Główne dzieła rzeźbiarskie
- Kolumna Chwały na placu przed soborem Świętej Trójcy w Petersburgu
- Pomnik Katarzyny II w Petersburgu – praca zespołowa, Dawid Grimm był odpowiedzialny głównie za część architektoniczną pomnika
- Pomnik Piotra I w Żytomierzu (1858)
- Pomnik Piotra I w Woroneżu (1858–1860)